# La Sœur de Gribouille
La Sœur de Gribouille est un roman pour enfants de la Comtesse de Ségur, publié en 1862, d'après la pièce La Sœur de Jocrisse, par messieurs Duvert, Varner et Lausanne (la Comtesse écrit en introduction : « Je me suis permis d’y emprunter deux ou trois paroles ou situations plaisantes, que j’ai développées au profit de mes jeunes lecteurs »).
Il est dédié à la petite-fille de l'écrivain, Valentine de Ségur-Lamoignon.

## Résumé
L'intrigue se déroule en Normandie, dans la région de Verneuil-sur-Avre.
Après la mort de leur mère, Caroline et Gribouille se retrouvent sans autres revenus que ceux que procurent les talents de couturière de la sœur aînée, Caroline. Mais la gaucherie de son frère Gribouille lui causera bien des soucis.

## Personnages principaux
- La femme Thibaut : bonne couturière mais pauvre, elle reçoit, en plus de ses revenus professionnels, une rente de son cousin Lérot. Elle meurt au début du roman.

- Caroline : fille aînée de la femme Thibaut; débrouillarde et travailleuse (elle obtient une place pour elle et Gribouille chez les Delmis après le renvoi de Rose), elle seconde sa mère couturière avec brio. Elle a juré à sa mère de ne jamais se séparer de Gribouille.

- Gribouille (de son vrai prénom Babylas) : second enfant de la femme Thibaut, âgé d'environ 16 ans, il est d'une sottise affligeante (par exemple, il se cache dans un ruisseau pour mettre à l'abri de la pluie un habit neuf) qui conduit bien souvent à des situations embrouillées (malentendu avec Rose, gaffes en série chez les Delmis…), malgré sa bonne volonté et sa loyauté. Il meurt à la fin du roman en s'interposant entre un criminel et le brigadier.

- Mademoiselle Rose : domestique chez les Delmis, elle acquiert une amère rancune contre les Thibaut à cause de Gribouille qui lui a offert une robe qui ne lui était pas destinée. Elle s'acharne longtemps à mettre des bâtons dans les roues de Caroline (elle trafique ses robes, calomnie…). Elle est renvoyée de chez les Delmis pour les avoir, entre autres, copieusement insultés.

- Monsieur Delmis : le maire. C'est un homme sympathique et patient avec Gribouille, dont il cache parfois les bêtises même énormes (lorsque Gribouille cause la mort du perroquet, par exemple, monsieur Delmis fait passer le geste pour une imprudence du défunt perroquet). Il éprouve beaucoup d'affection pour les deux orphelins.

- Madame Delmis : femme du maire (ils ont deux enfants, Émilie et Georges, qui s'amusent souvent des bêtises de Gribouille). Elle apprécie Caroline mais est rapidement excédée des bêtises à répétition de son frère.

- Le Brigadier : brave homme, consciencieux et ami de Gribouille; il éprouve beaucoup d'affection puis de l'amour pour Caroline, qu'il épousera d'ailleurs à la fin du récit. Peu avant, Gribouille lui a sauvé la vie, au prix de la sienne, en encaissant pour le brigadier une balle qui lui était destinée.

- Mme Grébu, Mme Ledoux et Mme Piron : amies de madame Delmis, souvent médisantes par derrière. Elles finissent par se brouiller.

- Jacquot : le perroquet des Delmis. Gribouille lui voue une haine qui, réciproque, conduira à la mort du perroquet, étouffé par le premier. Le meurtre, avoué par Gribouille à monsieur Delmis, sera dissimulé par ce dernier mais se révélera finalement.